# Tallusia vindobonensis
Tallusia vindobonensis är en spindelart som först beskrevs av Kulczynski 1898.  Tallusia vindobonensis ingår i släktet Tallusia och familjen täckvävarspindlar. Inga underarter finns listade i Catalogue of Life.